# Міжзоряне середовище

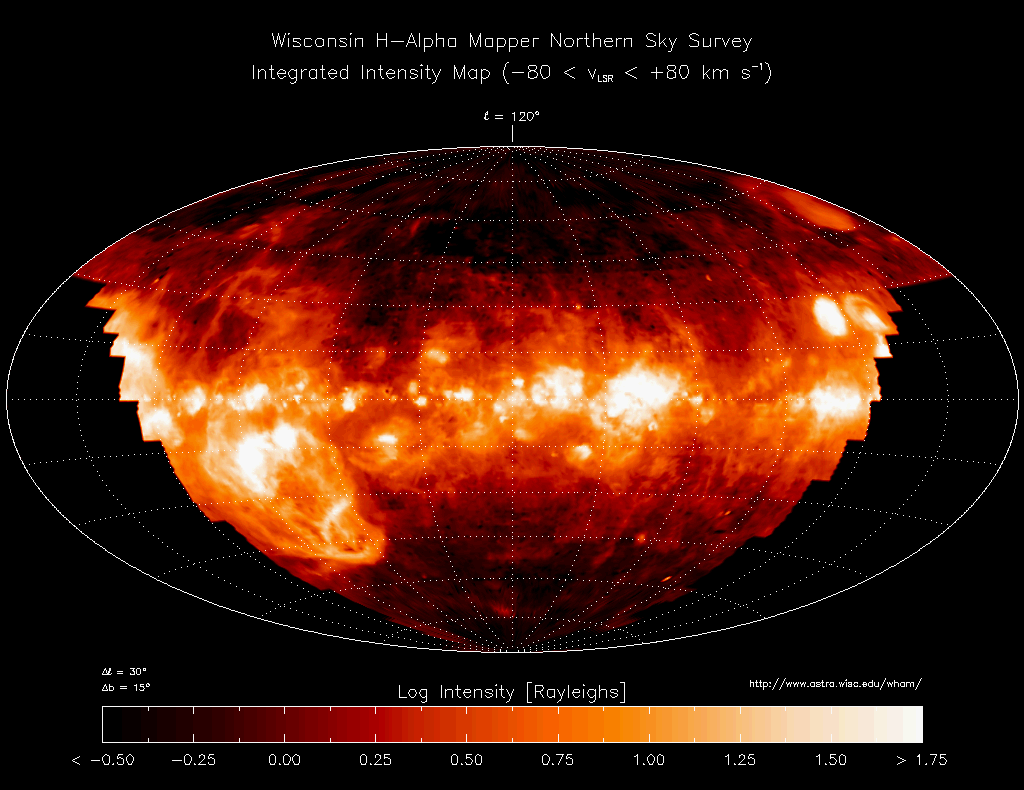
Розподіл іонізованого водню (відомий астрономам як HII від застарілої термінології у спектроскопії) у частинах галактичного міжзоряного середовища, що видно з північної півкулі Землі за спостереженнями Wisconsin Hα Mapper 2003.

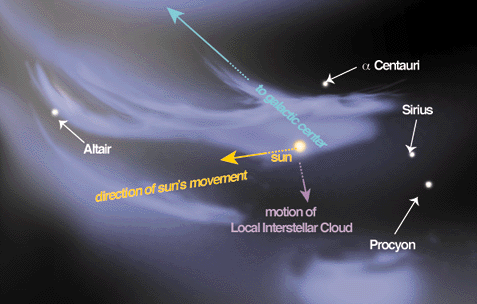
Карта місцевої міжзоряної хмари.

Міжзоряне середовище — речовина і поля, що заповнюють простір між зоряними системами всередині галактик. Понад 90 % міжзоряної речовини складає міжзоряний газ (у молекулярній, атомній або іонізованій формі). Близько 1 % становить міжзоряний пил. Середовище пронизано магнітними полями. Деяку роль відіграють космічні промені та інші поля. Поза межами галактик міжзоряне середовище поступово переходить у міжгалактичний простір.

## Характеристика
Речовина міжзоряного середовища надзвичайно розріджена. У холодних, насичених областях концентрація атомів сягати 105—106 на см3. У гарячих розріджених областях, де речовина здебільшого іонізована, її густина може бути 10−4 см−3.
99 % речовини міжзоряного середовища перебуває в формі газу і лише 1 % складає пил. Газ міжзоряного середовища на 89 % складається з атомів Гідрогену і на 9 % — з атомів Гелію. Решта 2 % — це атоми важчих хімічних елементів, які в астрофізиці називають металами. За масою до 70% припадає на водень, 28% на гелій, і 1,5% на важчі елементи. Водень і гелій утворилися в основному завдяки первинному нуклеосинтезу, у той час як важчі елементи потрапляють у міжзоряне середовище завдяки процесам зоряної еволюції.
Міжзоряне середовище відіграє важливу роль в астрофізиці через свою проміжну роль між зоряними й галактичними масштабами. Із молекулярних хмар міжзоряного середовища утворюються зорі, які, у свою чергу, наповнюють міжзоряне середовище енергією та речовиною за рахунок зоряного вітру, спалахів наднових та шляхом утворення планетарних туманностей. Взаємодія між зорями й міжзоряним середовищем визначає швидкість, з якою галактика вичерпує наявний обсяг газу і, внаслідок цього, активно формує зорі.

## Трифазна модель
Речовина міжзоряного середовища може перебувати в різних фазах, залежно від того, наскільки вона іонізована, від її молекулярного або атомного складу, густини, температури та магнітних полів. Різні термодинамічні фази перебувають у грубій рівновазі. 
Чіткої межі між фазами немає й поділ між ними досить умовний, однак він зручний для опису та моделювання міжзоряного середовища.
| Фаза    | Компонент         | Обсяг   | Масштаб (пк) | Температура (К) | Густина (атом с/см3) | Стан водню                                            | Основні методи спостережень                              |
| ------- | ----------------- | ------- | ------------ | --------------- | -------------------- | ----------------------------------------------------- | -------------------------------------------------------- |
| Холодна | Молекулярні хмари | < 1 %   | 80           | 3–20            | 102–106              | молекулярний                                          | Радіо і ІЧ-молекулярні лінії випромінювання і поглинання |
| Холодна | Хмари H I         | 1–5 %   | 100–300      | 10–100          | 20–50                | нейтральний                                           | H I, поглинання в лінії 21 см                            |
| Тепла   | Міжзоряний газ    | 10–20 % | 300–400      | 5000–9000       | 0,2–0,5              | нейтральний атомарний                                 | H I, випромінювання в лінії 21 см                        |
| Тепла   | Зони H II         | < 1 %   | 70           | 104             | 101–103              | іонізований                                           | Hα, емісійне випромінювання                              |
| Гаряча  | Корональний газ   | 30–70 % | 1000–3000    | 106–107         | 10−4–10−2            | іонізований (атоми важких елементів високоіонізовані) | Рентгенівське випромінювання                             |

Модель статичної рівноваги двох фаз: холодної щільної фази (Т<300 К), що складається з хмар нейтрального молекулярного водню, та міжхмарної фази (Т ~ 104 К), що складається з розрідженого нейтрального або іонізованого газу, запропонували Филд, Голдсміш та Хебінг 1969 року[джерело?]. Додати до моделі третю фазу, що складається з дуже гарячого газу (Т ~ 106 К), який нагрівається ударними хвилями від наднових зір і становить більшу частину обсягу міжзоряного середовища, запропонували Маккі та Острайкер 1977 року[джерело?]. Це фази, де нагрівання та охолодження можуть досягати стійкої рівноваги. Їх публікації лягли в основу трифазної моделі.

## Структура
Міжзоряне середовище є турбулентним на всіх просторових масштабах. Зорі народжуються всередині великих комплексів молекулярних хмар, які зазвичай мають кілька парсек у розмірі. Під час їхнього існування, зорі взаємодіють із міжзоряним середовищем.
Зоряні вітри з молодих скупчень зір (часто — з велетенських або надвелетенських зон H II, що оточують їх) та ударних хвиль від наднових приносять у міжзоряне середовище величезну кількість енергії, що призводить до надзвукової турбулентності. Утворені структури мають різний розмір. Бульбашки зоряного вітру й бульбашки гарячого газу можна спостерігати за допомогою рентгенівських телескопів; турбулентні течії спостерігаються на картах радіотелескопа.
Сонце в цей час подорожує через Місцеву міжзоряну хмару, щільну ділянку Місцевої бульбашки, яка загалом має низьку густину.

## Взаємодія з міжпланетним середовищем
Міжзоряне середовище починається там, де закінчується міжпланетне середовище Сонячної системи[джерело?]. Сонячний вітер сповільнюється до дозвукових швидкостях на відстані 90-100 астрономічних одиниць від Сонця. Внаслідок зіткнення міжзоряної речовини з сонячним вітром утворюється ударна хвиля.

## Міжзоряне поглинання
Міжзоряне середовище відповідальне за поглинання та зменшення інтенсивності світла й почервоніння світла зір. Ці ефекти обумовлені розсіюванням і поглинанням фотонів.
Короткохвильове випромінювання послаблюється більше, ніж довгохвильове. Ультрафіолетове світло ефективно поглинається нейтральними компонентами міжзоряного середовища. Наприклад, характерне поглинання атомарного водню припадає на довжину хвилі приблизно 121,5 нм (лінія Лайман-α). Тому майже неможливо спостерігати ультрафіолетове світло, яке випромінюють зорі на відстані більше сотні світлових років від Землі, оскільки більша його частина поглинається на шляху до Землі. Внаслідок цього далекі зорі виглядають червонішими, ніж близькі зорі того ж спектрального класу.

## Нагрівання й охолодження
Міжзоряне середовище не перебуває в стані термодинамічної рівноваги. Поле міжзоряного випромінювання, як правило, слабше, ніж середовище в термодинамічній рівновазі. Таким чином, рівні атомів або молекул у міжзоряному середовищі рідко заселені відповідно до розподілу Больцмана.
Залежно від температури, густини й стану іонізації ділянок міжзоряного середовища, температуру в них визначають різні механізми нагрівання та охолодження.

### Механізми нагрівання

#### Нагрівання низькоенергетичними космічними променями
Нагрівання низькоенергетичними космічними променями — перший механізм, запропонований для нагрівання міжзоряного середовища. Космічні промені є ефективними джерелами енергії та здатні потрапляти вглиб молекулярних хмар. Космічні промені передають енергію газу шляхом іонізації, збудження та завдяки кулонівській взаємодії вільних електронів. Низькоенергетичні космічні промені важливіші, тому що їх набагато більше, ніж високоенергетичних.

#### Фотоелектричне нагрівання пилу
Ультрафіолетове випромінювання гарячих зір може вибивати електрони з пилинок. Фотон взаємодіє з частинкою пилу, і його енергія витрачається для подолання електроном потенціального енергетичного бар'єру. Інша частина енергії фотона нагріває частинку пилу й дає кінетичну енергію вибитому електрону. Цей метод нагріву діє переважно на дрібних частинках пилу.

#### Фотоіонізація
Електрон вилітає з атома внаслідок поглинання УФ фотона. Цей механізм нагріву домінує в зонах Н II.

#### Рентгенівське нагрівання
Рентгенівські промені вибивають електрони з атомів та іонів, а також можуть спричинити вторинну іонізацію. Оскільки інтенсивність такого випромінювання здебільшого низька (якщо ділянка не перебуває поблизу джерела рентгенівського випромінювання), це нагрівання ефективне тільки в теплому середовищі з низькою густиною. Наприклад, у молекулярні хмари можуть потрапляти лише жорсткі рентгенівські промені, тому для них рентгенівським нагрівом можна знехтувати.

#### Хімічне нагрівання
Молекулярний водень (Н2) може утворюватися на поверхні пилинок шляхом об'єднання двох атомів Гідрогену. Цей процес вивільняє 4,48 еВ енергії, розподіленої по обертальних і коливальних модах молекули Н2, а також зумовлює нагрів пилу. Енергія, передана від молекули водню, нагріває газ.

#### Нагрівання частинок пилу
При високій щільності між атомами газу й молекулами частинок пилу можливий перенос теплової енергії. Такий механізм не є суттєвим у зонах HII, оскільки для них важливішим є механізм нагрівання УФ-випромінювання.
Нагрів частинок шляхом теплообміну дуже важливий у залишках наднових, де густина й температура дуже високі.
Газове нагрівання за шляхом зіткнень частинок пилу домінує всередині велетенських молекулярних хмар (особливо, при великій густині). Інфрачервоне випромінювання потрапляє вглиб хмари внаслідок її низької оптичної товщини. Пил нагрівається від випромінювання й може передавати теплову енергію шляхом зіткнень із молекулами газу. Міра ефективності нагрівання визначається коефіцієнтом розміщення[уточнити] {\displaystyle \alpha ={\frac {T_{2}-T}{T_{d}-T}}}, де Т — температура газу, Тd температуру пилу і Т2 температура атома або молекули газу після зіткнення. Цей коефіцієнт вимірювався при а = 0,35.
Інші механізми нагрівання:
Різноманітні макроскопічні механізми, зокрема:
- Гравітаційний колапс молекулярних хмар
- Спалахи наднових
- Зоряний вітер
- Розширення зон H II
- Магнітогідродинамічні хвилі, утворені залишками наднових

### Механізми охолодження

#### Охолодження шляхом випромінювання ліній тонкої структури
Процес охолодження шляхом випромінювання ліній тонкої структури домінує на більшості ділянок міжзоряного середовища, за винятком ділянок гарячого газу й ділянок всередині молекулярних хмар. Найефективніше процес відбувається з атомами (іонами), що мають розщеплені рівні тонкої структури, такі як C II і O I у нейтральному середовищі та O II, O III, N II, N III, Ne II і Ne III — у зонах H II. Внаслідок цього процесу атоми (іони) випромінюють фотон, який виносить енергію.

#### Охолодження шляхом випромінювання дозволених ліній
У молекулярних хмарах важливе значення має збудження обертальних ліній молекули СО. Після того, як молекула збуджується (здебільшого — внаслідок зіткнення), вона врешті-решт повертається в основний (найнижчий) енергетичний стан, випромінюючи фотон, який може залишити хмару, охолоджуючи її.

## Взаємодія високоенергетичних (прискорених) частинок із міжзоряним середовищем
Якщо викликані космічними променями надвисоких енергій ядерні реакції супроводжуються відділенням від ядер легких фрагментів — протонів, нейтронів, альфа частинок і т. д., то їх називають реакціями сколювання. Ядерні реакції сколювання дозволяють пояснити низку особливостей складу космічних променів і частково — походження легких елементів — Li, Be і B. Частинки досить високих енергій можуть також призводити до утворення мезонів та ін. адронів (крім нейтронів і протонів)[джерело?].